# Джокер (фільм, 2012)
«Джокер» (англ. Joker, гінді जोकर्) — індійський фільм мовою гінді 2012 року випуску режисера Ширіша Кундера. У головних ролях знялися Акшай Кумар і Сонаксі Сінья. Фільм різко розкритикували глядачі і він «провалився» у прокаті, зібравши всього $7.9 млн.

## Сюжет
У 1947 році, коли креслились кордони Індії і Пакистану, вигаданому селу Паглапур (гінді पगलापुर, Місто дурнів) ніде не знайшлося місця на карті. Після одного з боїв під час переділу кордонів, пацієнти найбільшої психіатричної лікарні регіону вирвалися на свободу і оселилися в Паглапурі, створивши свою власну республіку.
В наш час молодий вчений-уфолог Агастья намагається за допомогою свого нового винаходу встановити контакт з іншопланетянами, але безуспішно. НАСА дає йому відстрочку в один місяць, і, якщо він не знайде сигнал від прибульців, вона розірве контракт з Агастьєю. В цей час Агастьї приходить лист про те, що його батько смертельно хворий, і Агастья повинен приїхати в Паглапур. Разом з ним їде його дружина Діва.
Приїхавши в село Агастья і Діва зустрічаються з дуже різними людьми: братом Агастьї Баббаном, який вигадав свою власну мову і розмовляє тільки нею; сільським вчителем Гурудживом, який думає, що Друга світова війна все ще триває; Раджу, який проголосив себе царем Паглапура, «батьком нації» Лордом Фокландом, дід якого 60 років тому першим напав на охоронців психлікарні; хлопчиком Готті, який вважає себе лампочкою і завжди висить догори ногами, і іншими не менш ефектними персонами.
Масть (карти)Однак невдовзі з'ясовується, що батько Агастьї зовсім не хворий, а збрехати йому довелося, щоб Агастья вирішив проблему з водою в їхньому селі. Там побудували греблю, через яку доступ до води перекритий. Агастья звертається по допомогу до представників трьох штатів, між якими знаходиться Паглапур, але, оскільки Паглапура немає на карті, вони не можуть постачати воду в село.
|  | Ваше село як картковий джокер. Він теж частина колоди, але не належить до жодної масті. |

Щоб влада хоч якось звернула увагу на село Паглапур, Агастья вирішує з допомогою психів накреслити кола на полях, нібито це послання від іншопланетян. В село з'їжджаються чи не всі журналісти Індії, щоб побачити дивне явище. Потім туди приїжджають туристи. Жителям села вдається зібрати гроші, після того, як вони зробили з старої психіатричної лікарні готель. Але спокій порушує приїзд Саймона — давнього ворога Агастьї. Він може викрити таємницю жителів села, і Агастья не може цього допустити.
Ситуацію рятує Качуа-«черепаха», коли вночі він налякав Діву, оскільки вона прийняла його за прибульця, що ворушиться в траві. Агастья виготовляє для нього костюм прибульця, щоб наступної ночі він пішов до журналістів. Після того, як на телебаченні з'явилися репортажі про іншопланетянина, представники трьох штатів, між якими знаходиться Паглапур, хочуть надати допомогу селу, але Агастья відмовляється.
Ще кілька ночей поспіль «іншопланетяни» турбують журналістів. А щоб Саймон не викрив їх, вони викрадають його і ховають в своїй схованці — стовбурі дерева з прихованим проходом. Але ФСБ висилає в Паглапур військових, аби ті розшукали Саймона. Агастья вирішує припинити шоу і відпустити Саймона. Вночі всі «іншопланетяни» виносять з собою велику світну повітряну кульку, яка грає роль летючої тарілки, і Саймона, щоб відпустити його. Агастья наказує відпустити кульку і в цей момент вимикає світлодіоди на костюмах. Але Саймону вдалося взяти ніж з притулку, і він прорізає кульку. Кулька падає, і журналісти дізнаються про обман.
Агастья привіз з собою в село свій винахід і попросив Баббана заховати його в надійне місце. І, коли жителів села намагаються відвезти в поліцію, він отримує сигнал із космосу, а його вигадана мова стає універсальною для нього і іншопланетян. В цей час у Паглапур прилітає справжня тарілка з іншопланетною істотою всередині. Прибулець обіцяє подарунок для жителів Паглапура після того, як він полетить. Цим подарунком виявляється нафта в землі Паглапура.

## В ролях
| Актор            | Роль                      |
| ---------------- | ------------------------- |
| Акшай Кумар      | Агастья Раджкумар / Сатту |
| Сонаксі Сінья    | Діва                      |
| Шреяс Талпад     | Баббан                    |
| Мініша Ламба     | репортер                  |
| Гурпріт Гуггі    | Боббі                     |
| Даршан Джарівала | Баба                      |
| Асрані           | Гуруджив                  |
| Санджай Мішра    | Раджа                     |
| Вінду Дару Сінгх | Сунді                     |
| Пітобаш Тріпаті  | Качуа                     |
| Алекс О Нелл     | Саймон                    |

## Виробництво
Цей проєкт був у розробці Ширіша Кундера протягом декількох років, перш ніж отримав фінансування. Йому також довелося провести переговори для використання конкретної назви, яка, за словами Кундера, було важлива для сценарію. Продюсерами фільму стали Фара Хан і Акшай Кумар, випустивши його під власними банерами Three's Company і Hari Om Entertainment. Фільм був знятий у 3D з використанням 3D-камер, проте в червні 2012 року було оголошено, що він вийде у 2D-форматі, щоб не ризикувати на випадок провалу.
Відомий актор кіно на маратхі Шреяс Талпаде був обраний на роль брата головного героя. Пару йому склала Мініша Лабма, обрана на роль наївного телерепортера. На головну жіночу роль спочатку претендувала Асін, тоді як Сонаксі Сінья мала виконати item-номер. Однак головна роль відійшла Сонаксі, коли Асін відмовилася від знімань через щільний графік.
Перші знімання були намічені в Лудхіяні, але потім локацію змінили на Чандігарх, де почали знімати в лютому 2011 року. За 19 днів було знято 40 % матеріалу. Наступний етап знімань розпочався 17 травня в Мумбаї і тривав до червня того ж року.

## Саундтрек
Цей саундтрек став першим гіндімовним у кар'єрі тамільського композитора Г. В. Пракаш Кумара, племінника знаменитого А. Р. Рахмана.
| #  | Назва            | Виконавець                     | Тривалість |
| -- | ---------------- | ------------------------------ | ---------- |
| 1. | «Kafiraana»      | Сунідхі Чаухан і Сай Субханкар | 5:00       |
| 2. | «Jugnu»          | Удіт Нараян                    | 4:10       |
| 3. | «Sing Raja»      | Далер Менді і Сону Каккар      | 3:50       |
| 4. | «Yeh Joker»      | Сону Нігам і Швета Пандіт      | 4:40       |
| 5. | «Tears of Joker» | без вокалу                     | 3:20       |
| 6. | «Alien Arrival»  | без вокалу                     | 2:48       |

## Критика
Фільм отримав негативні відгуки критиків. Енді Вебстер з газети The New York Times написала, що фільм «похований під горою статичності». Аніл Сінанан з журналу Time Out додав, що «якщо ви вважаєте ідею висадки іншопланетян в Індії і бугі-вугі під непристойні пісні кумедними, то це для вас. В іншому випадку це посміховисько, а не фільм».
Кінокритик Таран Адарш зауважив, що на відміну від попереднього фільму Кундера, цього разу прагнення зробити розважальний фільм, який потрапляє в правильні ноти, не зазнало невдачі. Його колега Раджив Масанд вважав, що з цього матеріалу можна було б зробити захопливий дитячий фільм, якби Кундер не став жертвою старої помилки — прийняв своїх глядачів за дурнів. Раджа Сен з порталу Rediff.com назвав гумор у фільмі «дратівливим, перебільшеним, жорстоким, образливим, болісним і непридатним для перегляду». Анупама Чопра з Hindustan Times також розкритикувала гумор у картині, додавши, що в другій половині фільм втрачає будь-яку подобу зв'язності. Шубра Гупта з The Indian Express зазначила, що фільм не був цікавим жодного разу за час перегляду. Намрата Джоші у своєму відгуку для Outlook поскаржилася на відсутність у фільмі елементів несподіванки, новизни і свіжості.